# Ithaca 37
Ithaca 37 — магазинное ружьё, разработанное Джоном М. Браунингом и Джоном Педерсеном. Права на оружие были проданы Remington Arms.

## История
Помповое гладкоствольное ружьё «Итака» модели 37 является одним из старейших представителей своего класса, до сих пор находящихся в производстве. Конструкция была разработана Джоном Мозесом Браунингом в 1913 году, запатентована в 1915-м, после чего все права на разработку были переданы фирме «Ремингтон».
Начавшийся в 1929 году всемирный экономический кризис осложнил положение в экономике США, и в начале 1930-х права на это ружьё были перекуплены у «Ремингтона» компанией «Ithaca Gun Company» из штата Нью-Йорк. В 1937 году началось производство ружей под наименованием Ithaca Model 37, однако в первые годы (до начала второй мировой войны в 1939 году) объемы продаж этой модели были сравнительно невелики.
В ходе второй мировой войны в связи с увеличением в войсках США количества самозарядных винтовок M1 Garand, самозарядных карабинов и пистолетов-пулемётов значение гладкоствольных ружей снизилось (хотя они использовались в подразделениях военной полиции, для охраны объектов и некоторыми другими подразделениями), в ходе войны в Корее 1950-1953 гг. на линии фронта они уже практически не применялись. Однако после начала войны во Вьетнаме было установлено, что ружья по-прежнему являются эффективным оружием для боевых действий в тропических джунглях. По предложению военных советников США, ружья Ithaca 37 начали поставлять для южновьетнамских войск и охранно-полицейских формирований, но на вооружении войск США их начали постепенно заменять ружьями других моделей.
В 1967 году компания «Ithaca Gun Company» была продана, в 1987 году производственное оборудование было перемещено и выпуск ружей этой модели прекратили.
В 2005 году фирма "Ithaca Guns USA, LLC" возобновила выпуск модели Ithaca Model 37 на предприятии в штате Огайо, но в 2007 году эта фирма была куплена «Ithaca Gun Company». Выпуск ружей был продолжен, но с 2008 года все металлические детали ружей изготавливаются из стали (детали из алюминиевых сталей исключены).

## Описание
Особенностью ружья является отъемный ствол (который крепится в ствольной коробке на резьбе).
Поскольку стреляные гильзы выбрасываются вниз, стрельба из ружья удобна для правшей и левшей.

## Варианты и модификации
Ружьё выпускалось в разных модификациях и вариантах исполнения (в разных калибрах, с разной длиной ствола, с деревянной и пластмассовой фурнитурой), однако наиболее распространёнными остаются варианты 12-го калибра например, модель Итака-37 «Хоумлэнд Секьюрити» (англ. Homeland Security) и Defense.
- Ithaca Model 37 Trench Gun — армейское ружьё (с 20-дюймовым стволом, вентилируемым кожухом ствола, антабками для крепления стандартного ружейного ремня и креплением для стандартного штык-ножа), всего для вооружённых сил США сделали около 19 тыс. шт.[4] (последние 1422 шт. из них изготовили во время второй мировой войны)[3];
- Ithaca Deerslayer — спортивно-охотничье ружьё для стрельбы пулевыми патронами на дистанцию до 100 ярдов (комплектовалось новым стволом длиной 26 дюймов сверловкой "улучшенный цилиндр" с внутренним диаметром 0,709 дюйма, винтовочным прицелом типа "Raybar Rifle Sight" с V-образной прорезью и 4-зарядным магазином)[6]. В июле 1961 года компания "Итака" предложила владельцам ранее выпущенных ружей возможность их переделки в Ithaca Deerslayer (ружьё следовало привезти или прислать на завод, где в течение недели производилась замена ствола и прицельных приспособлений)[7];
- Ithaca DSPS — версия Ithaca Deerslayer для охранно-полицейских структур;
- Ithaca Featherlight[6] — облегченный вариант (ствол изготовлен методом ротационной ковки, масса оружия несколько уменьшена)[8];
- Ultralite — модель со ствольной коробкой из алюминиевого сплава;
- Stakeout — модель с укороченным до 330 мм стволом и пистолетной рукоятью;
- Bataan Modelo 71 — лицензионная копия Ithaca Model 37, производится аргентинской компанией «Industrias Marcati»;
- Brigant/(Tigar)HL12-102 — копия Ithaca Model 37, производится китайской корпорацией «NORINCO»;
- Derya Carina — копия Ithaca Model 37, производится турецкой компанией «Derya Group».[9]

В дальнейшем, на основе конструкции ружья Ithaca 37 разработано ружьё Browning BPS.

## Страны-эксплуатанты
- США - ружья в значительном количестве закупались для вооружённых сил[1], полиции и тюремной охраны США[5], использовались частными охранными структурами и продавались частным лицам. На вооружении армейских подразделений они были заменены на Remington-870, но на вооружении полицейских структур США оставались до конца 1990х годов[3].
- Вьетнам — некоторое количество трофейных ружей использовалось партизанами НФОЮВ[1]
- Южный Вьетнам — в 1962-1963 гг. около 22 тыс. ружей было сделано и поставлено из США по программе военной помощи для южновьетнамской армии[3].